# دانيال سوليفان
دانيال سوليفان هو لاعب هوكي الجليد كندي، ولد في 31 مايو 1947 في كيمبيرلي في كندا.

## وصلات خارجية
- دانيال سوليفان على موقع EliteProspects.com (الإنجليزية)
- دانيال سوليفان على موقع HockeyDB.com (الإنجليزية)
- دانيال سوليفان على موقع Hockey-Reference.com (الإنجليزية)